# Johann Nagel (Domherr)
Johann Nagel (* im 16. Jahrhundert; † 3. November 1577) war Domherr in Münster.

## Leben
Johann Nagel entstammte dem westfälischen Adelsgeschlecht Nagel, welches seinen Ursprung in der Grafschaft Ravensberg hatte und sich im 16. Jahrhundert bis ins Rheinland und in die Niederlande verbreitete. Er war der Sohn des Hermann Nagel zu Königsbrück (1488–1552) und dessen Gemahlin Ursula von Schade zu Ihorst. Am 13. Februar 1540 erhielt er eine münstersche Dompräbende. Der Fürstbischof übertrug ihm am 30. November 1557 die Propstei St. Martini und am 1. Mai 1559 die Propstei Beckum. Johann war auch im Besitz der Obedidenz Buldern und im Jahre 1577 als Domsenior bei der Bildung der Juniorenpartei im Domkapitel – dem evangelischen Glauben nahestehend – in Vorbereitung der Bischofswahl tätig. Seine Brüder Jobst war ebenfalls Domherren in Münster.